# Guru Har Rai Sahib Ji
El Guru Har Rai Sahib Ji (en panjabi: ਗੁਰੂ ਹਰਿਰਾਇ ਜੀ) (va viure entre els anys 1630 - 1661) fou el net del Guru Hargobind Sahib Ji. Har Rai, va esdevenir Guru amb 14 anys, i va romandre com a Guru dels sikhs durant 17 anys. El Guru, va construir hospitals per guarir a les persones i als animals. El Guru era un expert en la medicina ayurveda. El Guru, va viure a Nahan la majoria del temps. Hi ha tres Gurdwares dedicades a la seva memòria. El Guru va morir a l'edat de 31 anys. El Guru tanmateix, no va escriure cap himne religiós.